# Perttu Lindgren
Perttu Lindgren (Tampere, 1987. augusztus 26. –) profi finn jégkorongozó.

## Karrier
Komolyabb junior karrierjét az Ilves Tampere junior csapatában kezdte 2002-ben. 2005-ben bemutatkozott a finn elsőosztályban. Ebben az évben részt vett a 18 éven aluliak világbajnokságán. 2005–2006-ban már 51 mérkőzést játszott a legfelső osztályban. A 2005-ös NHL-drafton a Dallas Stars választotta ki a harmadik kör 75. helyén. 2007-ben szintén képviselte hazáját a junior világbajnokságon. 2007-ben átkerült a tengeren túlra az AHL-es Iowa Starsba. 2008–2009 között a finn Lukko Rauma játékosa volt. 2009. október 19-én bemutatkozott az NHL-ben a Dallas Starsban. A 2009–2010-es szezonban az AHL-es Texas Starsszal bejutottak a Calder-kupa döntőjébe de nem sikerült megnyerniük. A 2010–2011-es szezonban visszament hazájába Finnországba, ahol ismét a Lukko Rauma csapatát erősítette. Az alapszakaszban pontkirály lett és a rájátszásban bronzérmet szerzett a csapatával. 2011–2012-ben már nem ment neki ennyire a játék és bőven pont/mérkőzés átlag alatt maradt valamint a csapata sem jutott be a rájátszásba. 2012–2013-ban szerződést kapott a Kontinentális Jégkorong Ligából, és ezt el is fogadta. Először a Atlant Mityiscsi csapatába került, majd szezon közben átkerült az Amur Habarovszkba. Mind a két csapatban gyengék voltak a statisztikái. A 2013–2014-es szezonban a svájci legfelső osztályba, a HC Davosba igazolt.

## Díjai
- Veli-Pekka Ketola-trófea: 2011
- SM-liiga bronzérem: 2011

## Karrier statisztika
| 2004–2005            | Ilves Tampere        | SM-liiga             | 2   | 0  | 0   | 0   | 0   | —  | — | —  | —  | — |
| 2005–2006            | Ilves Tampere        | SM-liiga             | 51  | 13 | 24  | 37  | 16  | 4  | 0 | 0  | 0  | 0 |
| 2006–2007            | Ilves Tampere        | SM-liiga             | 43  | 4  | 22  | 26  | 38  | 7  | 4 | 2  | 6  | 2 |
| 2007–2008            | Iowa Stars           | AHL                  | 69  | 10 | 24  | 34  | 6   | —  | — | —  | —  | — |
| 2008–2009            | Lukko Rauma          | SM-liiga             | 49  | 5  | 19  | 24  | 16  | —  | — | —  | —  | — |
| 2009–2010            | Texas Stars          | AHL                  | 74  | 14 | 33  | 47  | 14  | 24 | 7 | 10 | 17 | 2 |
| 2009–2010            | Dallas Stars         | NHL                  | 1   | 0  | 0   | 0   | 0   | —  | — | —  | —  | — |
| 2010–2011            | Lukko Rauma          | SM-liiga             | 56  | 23 | 43  | 66  | 30  | 12 | 4 | 5  | 9  | 2 |
| 2011–2012            | Lukko Rauma          | SM-liiga             | 48  | 13 | 26  | 39  | 16  | —  | — | —  | —  | — |
| 2012–2013            | Atlant Mityiscsi     | KHL                  | 19  | 3  | 5   | 8   | 6   | —  | — | —  | —  | — |
| 2012–2013            | Amur Habarovszk      | KHL                  | 21  | 5  | 6   | 11  | 10  | —  | — | —  | —  | — |
| SM-liiga Összesített | SM-liiga Összesített | SM-liiga Összesített | 249 | 58 | 124 | 182 | 116 | 23 | 8 | 7  | 15 | 4 |
| AHL Összesített      | AHL Összesített      | AHL Összesített      | 143 | 24 | 57  | 81  | 20  | 24 | 7 | 10 | 17 | 2 |
| KHL Összesített      | KHL Összesített      | KHL Összesített      | 40  | 8  | 8   | 16  | 16  | —  | — | —  | —  | — |
| NHL Összesített      | NHL Összesített      | NHL Összesített      | 1   | 0  | 0   | 0   | 0   | —  | — | —  | —  | — |